# Episodi di OK K.O.! (terza stagione)
La terza stagione della serie animata OK K.O.!, composta da 20 episodi, è stata trasmessa negli Stati Uniti, da Cartoon Network, dal 7 luglio 2019 al 6 settembre 2019.
In Italia è stata trasmessa dal 18 gennaio al 16 febbraio 2020 su Cartoon Network.
| nº | Titolo originale                   | Titolo italiano                | Prima TV USA     | Prima TV Italia  |
| -- | ---------------------------------- | ------------------------------ | ---------------- | ---------------- |
| 1  | We Are Heroes                      | Noi siamo eroi                 | 7 luglio 2019    | 18 gennaio 2020  |
| 2  | K.O., Rad, and Enid!               | Un'identità da trovare         | 7 luglio 2019    | 18 gennaio 2020  |
| 3  | T.K.O. Rules!                      | La nuova casa di TKO           | 14 luglio 2019   | 19 gennaio 2020  |
| 4  | Chip's Damage                      | Corto Circuito                 | 14 luglio 2019   | 26 gennaio 2020  |
| 5  | K.O. vs. Fink                      | K.O. contro Fink               | 21 luglio 2019   | 26 gennaio 2020  |
| 6  | The K.O. Trap                      | Una trappola per K.O.          | 21 luglio 2019   | 27 gennaio 2020  |
| 7  | Whatever Happened to... Rippy Roo? | Avventura nel marsupio         | 28 luglio 2019   | 27 gennaio 2020  |
| 8  | Planet X                           | Il Pianeta X                   | 28 luglio 2019   | 1 febbraio 2020  |
| 9  | Deep Space Vacation                | Il pianeta digerito            | 4 agosto 2019    | 1 febbraio 2020  |
| 10 | Let's Meet Sonic                   | Sonic                          | 4 agosto 2019    | 19 gennaio 2020  |
| 11 | Big Reveal                         | Il papà di K.O.                | 11 agosto 2019   | 2 febbraio 2020  |
| 12 | Radical Rescue                     | Il rifugio dei gatti           | 11 agosto 2019   | 2 febbraio 2020  |
| 13 | Let's Get Shadowy                  | Doppia personalità             | 18 agosto 2019   | 8 febbraio 2020  |
| 14 | You're a Good Friend, K.O.         | Sei un buon amico, K.O.        | 18 agosto 2019   | 8 febbraio 2020  |
| 15 | Red Action 3: Grudgement Day       | Furia Rossa - Viaggi nel Tempo | 25 agosto 2019   | 9 febbraio 2020  |
| 16 | Carl                               | Carl                           | 25 agosto 2019   | 9 febbraio 2020  |
| 17 | Dendy's Video Channel              | Il canale video di Dendy       | 6 settembre 2019 | 16 febbraio 2020 |
| 19 | Let's Fight to the End             | Combattimento fino alla fine   | 6 settembre 2019 | 15 febbraio 2020 |
| 20 | Thank You for Watching the Show    | Grazie per avermi seguito      | 6 settembre 2019 | 16 febbraio 2020 |